# Blutweideriche
Die Blutweideriche oder Weideriche (Lythrum) bilden eine Pflanzengattung in der Familie der Weiderichgewächse (Lythraceae). Die etwa 35 Arten kommen in fast allen Kontinenten mit Ausnahme Südamerikas vor.

## Beschreibung

### Vegetative Merkmale
Die Lythrum-Arten wachsen als einjährige bis ausdauernde krautige Pflanzen oder Halbsträucher. Die Stängel junger Pflanzen sind zylindrisch oder vierkantig. Die wechselständig und spiralig, gegenständig oder zu dritt in Wirteln angeordneten Laubblätter sind gestielt bis ungestielt. Die einfachen Blattspreiten besitzen einen glatten Blattrand. Nebenblätter fehlen.

### Generative Merkmale
Die Blüten stehen einzeln oder in sehr unterschiedlich aufgebauten, endständigen Blütenständen mit Hochblättern. Die Blüten sind gestielt oder ungestielt. Die Blüten können heterostyl sein.
Die zwittrigen Blüten sind zygomorph und vier- oder sechszählig mit doppelter Blütenhülle. Der rippige Blütenbecher (Hypanthium) ist eng glockenförmig oder röhrig. Bei manchen Arten ist ein Außenkelch vorhanden. Die kurzen, vier oder sechs Kelchblätter sind ungleich (aber nicht zweilippig). Es sind meist vier oder sechs Kronblätter vorhanden, bei wenigen Arten fehlen sie. Die meist rosa- über purpurfarbenen bis blauen, selten weißen, ei- oder verkehrt-eiförmigen Kronblätter sind meist ungleich aber nicht zweilippig verwachsen, manchmal sind sie radiärsymmetrisch. Manchmal fehlen sie ganz. Die zwei bis zwölf deutlich ungleichen, fertilen Staubblätter sind untereinander frei, aber mit dem Blütenbecher verwachsen. Zwei Fruchtblätter sind zu einem mittelständigen Fruchtknoten verwachsen. Ein Fruchtknotenfach enthält (selten ein bis) meist fünf bis fünfzig Samenanlagen. Der Griffel endet in einer kopfigen Narbe. Es sind Nektarien orhanden.
Die zweifächrigen, -klappigen, lokulizidalen, septizidalen oder septifragalen Kapselfrüchte im Blütenbecher enthalten ungeflügelte, rot-braune, etwa 1 Millimeter große Samen.

## Ökologie
Die Bestäubung erfolgt meist durch Insekten (Entomophilie).

## Systematik und Verbreitung

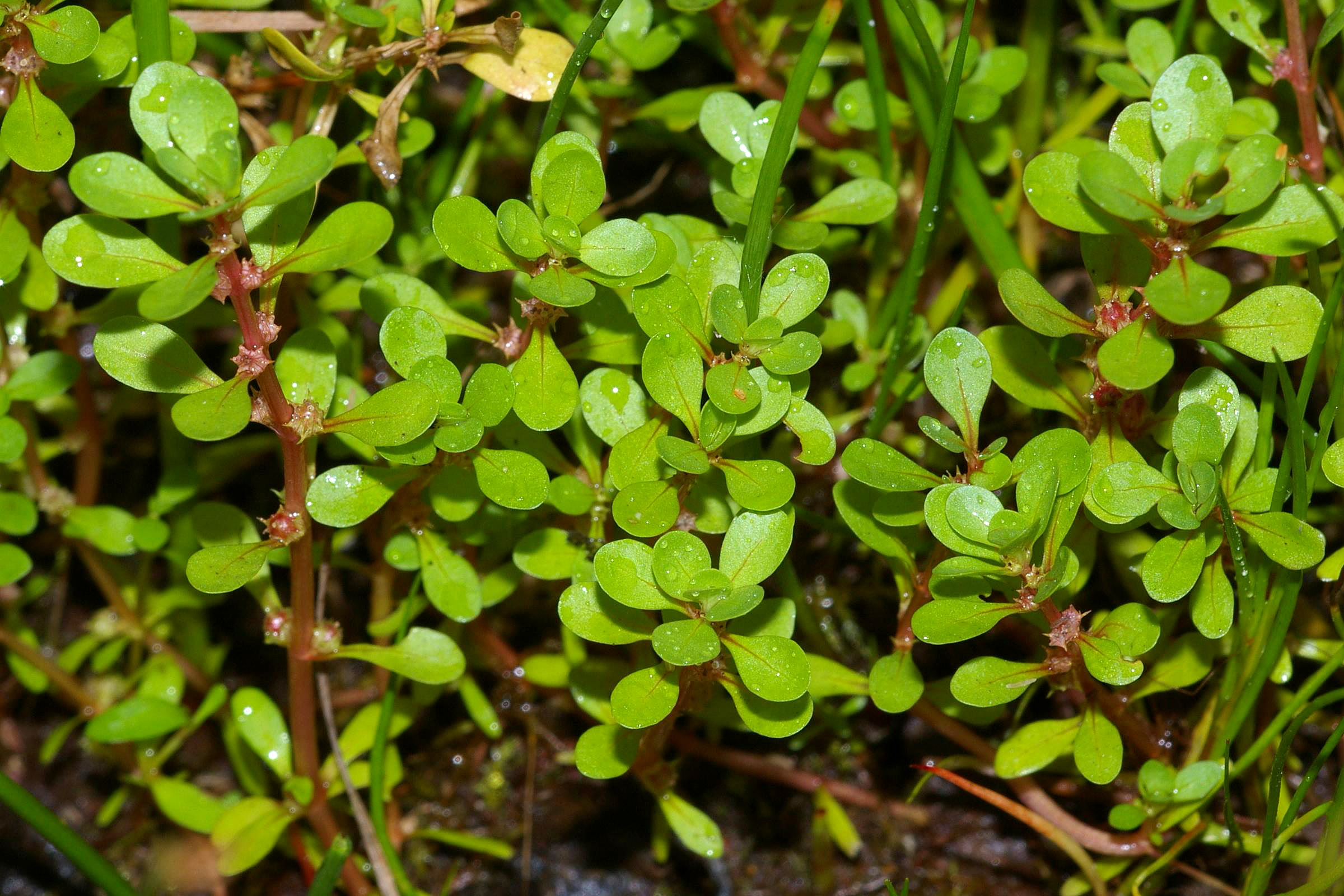
Sumpfquendel (Lythrum portula)

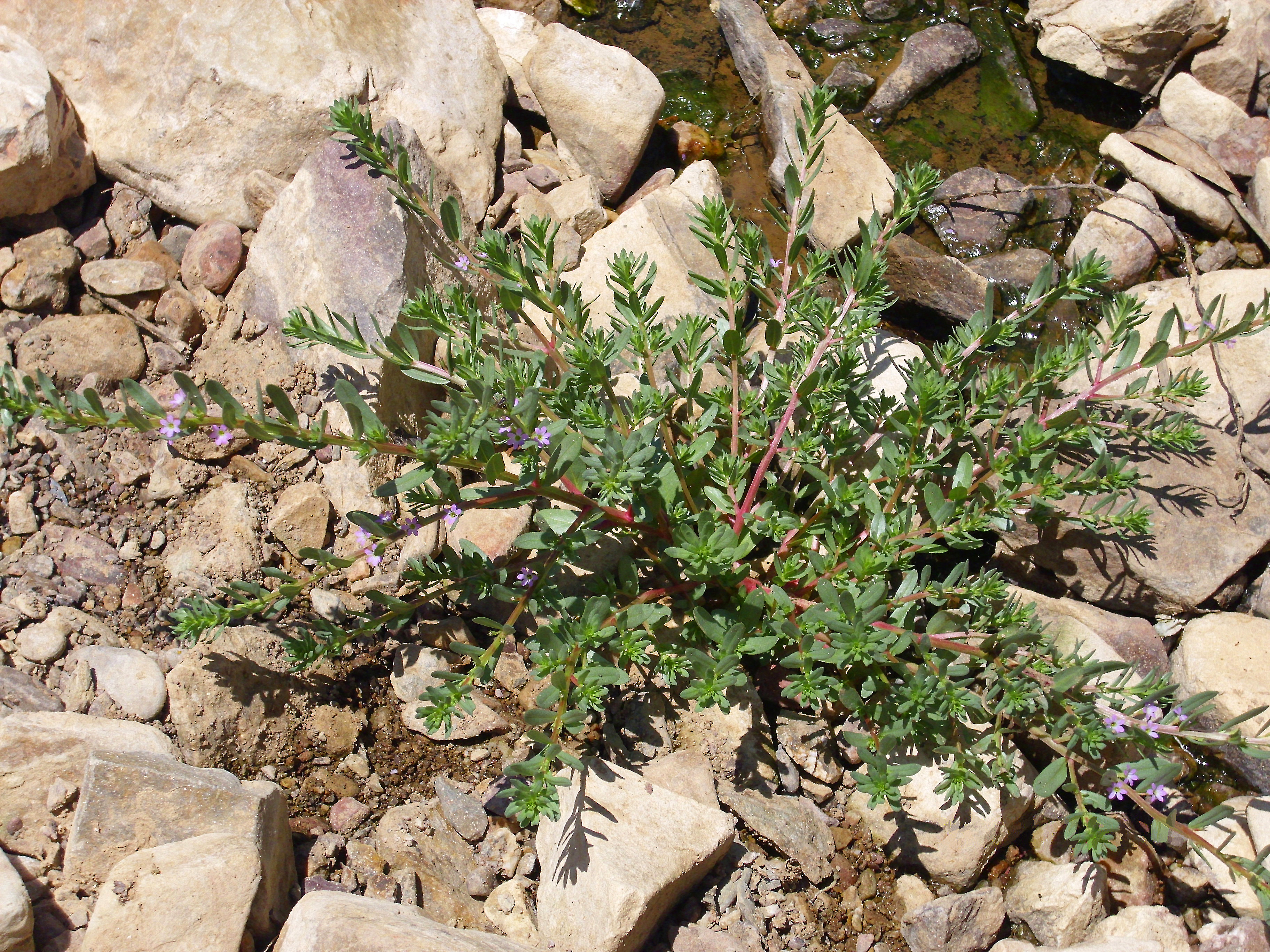
Lythrum borysthenicum

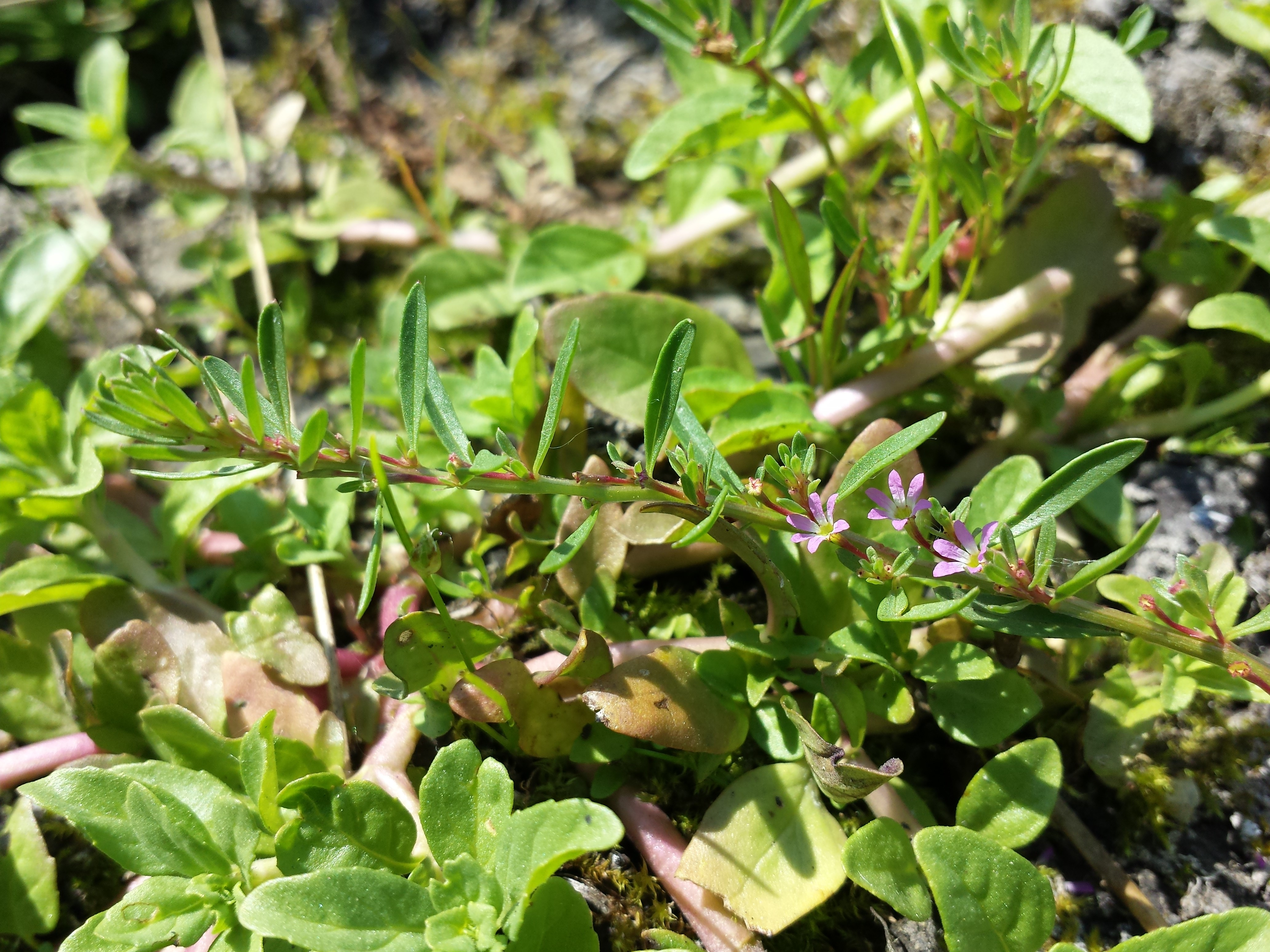
Lythrum tribracteatum

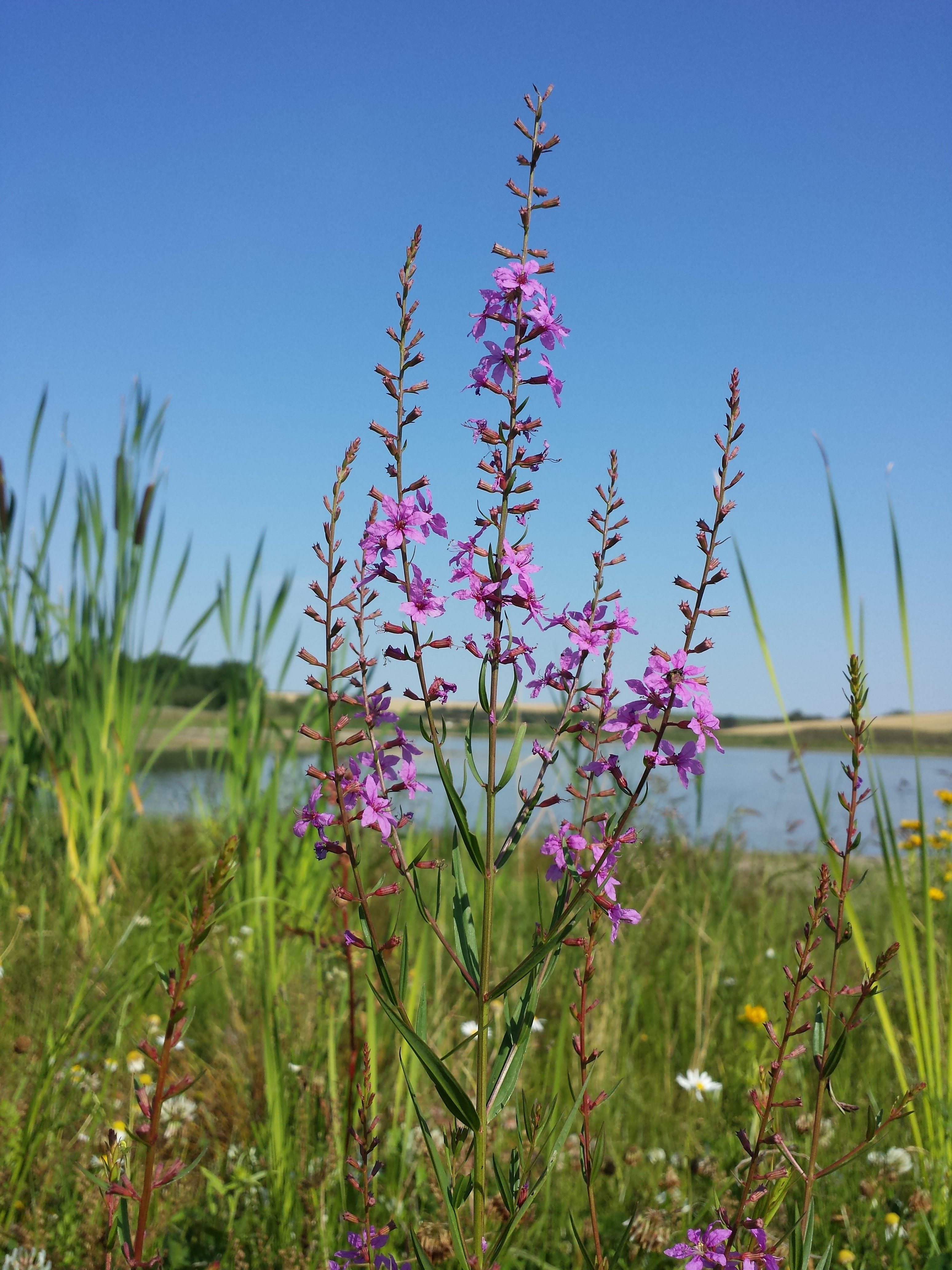
Ruten-Blutweiderich (Lythrum virgatum)

Die Gattung Lythrum wurde durch Carl von Linné 1753 in Species Plantarum, Tomus I, S. 446 und 1754 in Genera Plantarum, 5. Auflage, S. 205 aufgestellt. Der botanische Gattungsname Lythrum leitet sich vom griechischen Wort λύθρον lýthron für „schmutziges Blut“ ab.
Die Gattung Peplis, mit der in Mitteleuropa heimischen Art Sumpfquendel (Peplis portula bzw. Lythrum portula), wird je nach Autor auch der Gattung Lythrum zugeordnet.
Die Gattung Lythrum ist fast weltweit mit der Ausnahme Südamerika verbreitet. In Mitteleuropa sind Ysopblättriger Weiderich (Lythrum hyssopifolia), Sumpfquendel (Lythrum portula), Gewöhnlicher Blutweiderich (Lythrum salicaria) und Ruten-Blutweiderich (Lythrum virgatum) heimisch.
Die Gattung Lythrum umfasst etwa 35 Arten (hier eine Auswahl):
- Lythrum acutangulum Lag.: Die Art kommt in Spanien, Frankreich, Algerien und Marokko vor, früher auch in Italien und ist in Sizilien und Schweden ein Neophyt.[3]
- Geflügelter Blutweiderich (Lythrum alatum Pursh): Nordamerika.
- Lythrum baeticum Gonz.Albo: Sie kommt in Spanien und Marokko vor.[3]
- Lythrum borysthenicum (Schrank) Litv.: Sie kommt auf den Azoren, in Nordafrika, in Südeuropa, im südlichen Mitteleuropa, in Osteuropa und in Vorderasien vor.[3]
- Lythrum flexuosum Lag.: Sie kommt nur in Spanien vor.[3]
- Ysopblättriger Weiderich (Lythrum hyssopifolia L.)
- Lythrum hyrcanicum (Sosn.) Valdés: Sie kommt in Aserbaidschan vor.[3]
- Binsen-Weiderich (Lythrum junceum Banks & Sol.)
- Lythrum linifolium Kar. & Kir.: Sie kommt in Ungarn und in Armenien vor.[3]
- Lythrum microphyllum Kar. & Kir.: Sie kommt in Russland, der Ukraine und in Moldawien vor.[3]
- Lythrum paradoxum Koehne: Sie kommt im zentralen und östlichen Australien in den Bundesstaaten Western Australia, Northern Territory, South Australia, Queensland sowie New South Wales vor.[1]
- Sumpfquendel (Lythrum portula (L.) D.A.Webb)
- Gewöhnlicher Blutweiderich (Lythrum salicaria L., Syn.: Lythrum anceps (Koehne) Makino)
- Lythrum schelkovnikovii Sosn.: Sie kommt in Aserbaidschan vor.[3]
- Lythrum theodori Sosn.: Sie kommt in Russland, im Kaukasusraum und in Aserbaidschan vor.[3]
- Lythrum thesioides M.Bieb.: Sie kommt in Italien, in Ungarn, im Kaukasusraum, im südlichen Russland vor und kam früher auch in Frankreich vor.[3]
- Lythrum thymifolia L.: Sie kommt in Europa, Nordafrika und Vorderasien vor.[3]
- Lythrum tribracteatum Spreng.: Sie kommt in Nordafrika, in Südeuropa, Osteuropa und in Vorderasien vor.[3]
- Ruten-Blutweiderich (Lythrum virgatum L.)
- Lythrum volgense D.A.Webb: Sie kommt in Osteuropa und Vorderasien vor.[3]
- Lythrum wilsonii Hewson: Sie wurde 1990 erstbeschrieben und kommt in den australischen Bundesstaaten Western Australia, Northern Territory, South Australia, Queensland sowie New South Wales vor. vor.[1]

Es gibt Hybriden, beispielsweise:
- Lythrum ×scabrum Simonk.: Sie kommt in Tschechien, der Slowakei, Ungarn, Moldawien, in der Ukraine und im europäischen Russland vor.[3]

Nicht in die Gattung Lythrum gehört:
- Lythrum triflorum L. f. (Syn.: Nesaea triflora (L. f.) Kunth) → Ammannia capitellata (C.Presl) S.A.Graham & Gandhi subsp. capitellata[5]